# Grallaria
Grallaria – rodzaj ptaków z rodziny kusaczek (Myrmotheridae).

## Zasięg występowania
Rodzaj obejmuje gatunki występujące w Meksyku, Ameryce Środkowej i Południowej.

## Morfologia
Długość ciała 15–26,7 cm; masa ciała 64–266 g.

## Systematyka

### Nazewnictwo
Grallaria: nowołac. grallarius „chodzący na szczudłach”, od łac. grallae „szczudła”, od przestarzałego gradula „kroczek”, zdrobnienie od gradus „krok”.

### Podział systematyczny
Do rodzaju należą następujące gatunki:
- Grallaria squamigera Lafresnaye, 1842 – kusaczka pręgowana
- Grallaria gigantea Lawrence, 1866 – kusaczka wielka
- Grallaria excelsa von Berlepsch, 1893 – kusaczka wenezuelska
- Grallaria griseonucha P.L. Sclater & Salvin, 1871 – kusaczka szarokarkowa
- Grallaria haplonota P.L. Sclater, 1877 – kusaczka brunatna
- Grallaria alleni Chapman, 1912 – kusaczka wąsata
- Grallaria guatimalensis Lafresnaye, 1842 – kusaczka północna
- Grallaria varia (Boddaert, 1783) – kusaczka zmienna
- Grallaria chthonia Wetmore & W.H. Phelps Jr., 1956 – kusaczka łuskowana